# جون كامبل غرينواي
جون كامبل غرينواي (بالإنجليزية: John Campbell Greenway) هو شخصية أعمال أمريكي، ولد في 6 يوليو 1872 في هنتسفيل في الولايات المتحدة، وتوفي في 19 يناير 1926 في نيويورك في الولايات المتحدة.

## وصلات خارجية
- جون كامبل غرينواي على موقع IMDb (الإنجليزية)